# Toxocariasi
La toxocariasi (o toxocariosi) è una zoonosi e una sindrome, ampiamente diffusa nel globo, causata dalla invasione del lume intestinale dell'uomo da parte di nematodi del genere Toxocara, specialmente toxocara canis e toxocara cati (parassiti frequenti nei cani e gatti e, per vicinanza, anche dell'uomo) che, penetrati per via oro-fecale, migrano verso tutto l'organismo dall'intestino, dove maturano le larve.
L'uovo si sviluppa nel terreno, seminato dalle feci di cani e gatti malati. Passate all'uomo, il periodo di incubazione della malattia è di alcune settimane o mesi, a seconda della quantità di agenti infettanti ricevuti. Le uova, dopo essersi schiuse nell'intestino, danno origine alle larve che, perforando la parete intestinale, attraverso la circolazione sistemica, invadono tutto l'organismo.
Praticamente tutti gli organi e tessuti possono essere colpiti, ma esiste una predilezione per il SNC, l'occhio, il fegato, il polmone ed il cuore.
Le larve restano vive nei tessuti infestati per mesi, provocando danni e sensibilizzando i tessuti e causando una reazione granulomatosa focale, anche se dagli studi istologici, raramente è possibile riscontrare le larve nelle sezioni di tessuto.
I pazienti accusano febbre, tosse ed epatomegalia, eruzioni cutanee, splenomegalia e polmonite ricorrente.
Test per il riconoscimento dell'infezione erano, fino a pochi anni fa, solo il rinvenimento, nei tessuti, dell'agente infestante, il che, a causa delle bassa probabilità di poterne rinvenire, rendeva la diagnosi complicata. Oggi sono disponibili test sierologici affidabili.
La prognosi è buona, anche perché la malattia è autolimitata, terminando in 6  massimo 18 mesi, se non esiste reinfezione.
Non  esiste una prassi terapeutica efficace e provata. Solo il mebendazolo è il farmaco che offre i migliori risultati ed è considerata la terapia elettiva. Utile la dietilcarbamazina, mentre il prednisone aiuta a placare i sintomi.